# Luis Crisol Lafront
Luis Crisol Lafront (Vélez-Rubio, 18 de juliol de 1948) és un polític espanyol, senador designat per les Corts Valencianes en la X i XI legislatures.

## Biografia
Va cursar l'educació primària i el batxillerat a la seva ciutat natal. De 1977 a 1982 fou corresponsal del Diario Línea de Múrcia. L'any 1981 es traslladà a Elx juntament amb la seva família, i va desenvolupar la seva vida professional en la multinacional Freixenet, on va ocupar diversos càrrecs executius.
En 1998 va ser nomenat Reial Cavaller de la Reial Orde de la Dama i en 2005, que li va imposar la seva medalla d'Or, a causa de la tasca de divulgació de la cultura il·licitana.
L'octubre de 2013 es va integrar en el partit Ciutadans-Partit de la Ciutadania on ha estat Subdelegat territorial de la formació en la província d'Alacant. En les eleccions a les Corts Valencianes de 2015 va ser el sisè en la candidatura de la circumscripció d'Alacant. Posteriorment el 23 de juliol de 2015, va ser designat senador per les Corts Valencianes. Ha estat nomenat portaveu de la Comissió d'Incompatibilitats del Senat d'Espanya.